# Investmentgesellschaft
Eine Investmentgesellschaft ist eine Finanzinstitution in der Rechtsform einer Aktiengesellschaft oder Kommanditgesellschaft, die liquide Mittel von Anlegern sammelt, um diese Mittel nach vorgegebenen Anlagestrategien in diverse Anlageklassen (wie beispielsweise Wertpapiere, Immobilien oder Rohstoffe) zu investieren. Den Anlegern wird dies in Form von Investmentzertifikaten bescheinigt. Die Hauptaufgabe von Investmentgesellschaften besteht darin, Kapital im Auftrag ihrer Kunden anzulegen, die dann proportional an Gewinnen sowie Verlusten partizipieren.

## Allgemeines
Grundsätzlich darf eine Investmentgesellschaft keine beliebige Rechtsform aufweisen. In den meisten Ländern sieht das Gesetz Rechtsformen vor, die auf Investmentgesellschaften zugeschnitten sind. Ein Beispiel hierfür ist die in Europa verbreitete Investmentgesellschaft mit variablem Kapital (französisch société d'investissement à capital variable, abgekürzt SICAV).
In den Vereinigten Staaten stehen diese Unternehmen unter der Aufsicht der U.S. Securities and Exchange Commission (SEC) und sind verpflichtet, sich gemäß dem Investment Company Act von 1940 zu registrieren.
Der Investmentclub ist keine Investmentgesellschaft, sondern oft als Gesellschaft bürgerlichen Rechts in Deutschland bzw. einer einfachen Gesellschaft in der Schweiz organisiert.
Diese Unternehmen sind auf langfristige Kapitalanlagen ausgerichtet und nicht für den kurzfristigen Handel gedacht. Zu den Investmentgesellschaften zählen explizit keine Maklerfirmen, Versicherungsgesellschaften oder Banken.
Während geschlossene Fonds ein vorgegebenes Investitionsvolumen haben, können Investmentgesellschaften mit variablem Kapital durch Ausgabe neuer Anteile beliebig wachsen. Der Wert des einzelnen Anteils entspricht stets dem aktuellen Fondsvermögen geteilt durch die Zahl der ausgegebenen Anteile. Das durch die Ausgabe von Anteilen aufgenommene Geld wird zum Kauf eines Portfolios aus Wertpapieren (z. B. Aktien und Anleihen), Immobilien, Geldmarktpapieren oder anderen Vermögensgegenständen verwendet. Steigt der Wert des Portfolios, so profitiert der Anleger, denn auch sein Anteil nimmt an Wert zu; sinkt der Wert hingegen, so trägt er die Verluste. Je nach Rechtsform gehört das Fondsvermögen direkt dem Anleger (zum Beispiel im Fall des Investmentclubs) oder aber der Fondsgesellschaft (zum Beispiel im Fall einer Aktiengesellschaft), an welcher der Anleger seinen Anteil hält. Bei einer nach dem Transparenzprinzip besteuerten Investmentgesellschaft wird das Fondsvermögen steuerlich aber in jedem Fall wie eine Direktanlage des Anlegers behandelt.
Besitzt der Anleger das Anlagevermögen nur indirekt, trägt er zusätzlich zum Anlagerisiko noch das Emittentenrisiko. Das Anlagerisiko besteht darin, dass der Wert der Anlage sinkt; das Emittentenrisiko besteht darin, dass die Investmentgesellschaft zahlungsunfähig wird. Dieses Risiko besteht insbesondere dann, wenn eine Investmentgesellschaft mehrere Fonds verwaltet, weitere Geschäftstätigkeiten verfolgt oder sonstige Verbindlichkeiten eingeht. Im Fall von Kapitalanlagegesellschaften (KAG) (eine im deutschen Recht speziell geregelte GmbH oder AG, die Anteile an von ihr gegründeten Fonds an Anleger gegen Geld ausgibt) wird der Anleger durch das rechtliche Konzept des Sondervermögens geschützt, welches das separate Betrachten der verschiedenen emittierten Anlageinstrumente vorschreibt und damit das Emittentenrisiko minimiert.
In Deutschland wie in vielen anderen Ländern auch bedürfen Investmentgesellschaften oft staatlicher Genehmigungen, ehe sie ihren Geschäftsbetrieb aufnehmen dürfen, und werden von der jeweiligen Finanzaufsichtsbehörde überwacht. Bei Neuauflage eines Fonds muss auch dieser genehmigt werden, außerdem müssen die aktuellen Preise der Anteile regelmäßig veröffentlicht werden.
Investmentgesellschaften mit Sitz in unterschiedlichen Ländern sind häufig in einer Unternehmensgruppe zusammengefasst. Europäische Gruppen bestehen oft aus einer Investmentgesellschaft im Heimatland des Mutterunternehmens und einer weiteren in Luxemburg und/oder Irland. In solchen Gruppen können auch Gesellschaften vorhanden sein, die selbst keine Fonds auflegen, aber damit zusammenhängende Tätigkeiten erbringen (siehe unten „Geschäftsabläufe einer Investmentgesellschaft“). Manchmal wird die ganze Unternehmensgruppe als Investmentgesellschaft bezeichnet. Auch die Holding-Gesellschaft, die an der Spitze einer solchen Gruppe steht und selbst kein operatives Geschäft betreibt, wird manchmal als Investmentgesellschaft bezeichnet.
Das amerikanische Wertpapierrecht unterscheidet mindestens drei Haupttypen von Investmentgesellschaften:
- Offene Investmentgesellschaften (Open-End Funds, besser bekannt als Investmentfonds)
- Nominalwert-Zertifikatsgesellschaften: sehr selten
- Verwaltungsgesellschaften
- Geschlossene Investmentgesellschaften (Closed-End Funds, geschlossene Fonds)
- Unit Investment Trusts (UITs), die ausschließlich rückzahlbare Anteile ausgeben
- Börsengehandelte Fonds (ETFs)

Nicht zu den nach dem Investment Company Act von 1940 regulierten Gesellschaften zählen private Investmentgesellschaften, die in Aktien oder Anleihen investieren, jedoch auf weniger als 250 Anleger beschränkt sind und nicht von der SEC überwacht werden. Solche Fonds bestehen oft aus sehr vermögenden Investoren.

## Rechtsfragen
Der Rechtsbegriff „Investmentgesellschaft“ ist in § 1 Abs. 11 bis 13 KAGB legaldefiniert und nach § 3 Abs. 1 KAGB gesetzlich geschützt. Er darf nur von Kapitalverwaltungsgesellschaften (KVG) im Sinne des KAGB geführt werden. Sondervermögen sind nach § 1 KAGB die Investmentvermögen von Anlegern, die getrennt von den Geldern der Kapitalverwaltungsgesellschaft verwahrt werden müssen. Dadurch sind die Kundengelder im Falle einer Insolvenz der KVG kein Teil der Insolvenzmasse der KVG und bleiben erhalten.
Die Investmentgesellschaft mit variablem Kapital darf gemäß § 108 KAGB nur in der Rechtsform der Aktiengesellschaft betrieben werden. Ihre Aktien sind als Stückaktien zu begeben (§ 109 KAGB), Kapitalerhöhungen sind nach § 115 KAGB, Kapitalherabsetzungen nach § 116 KAGB statthaft. Eine Investmentgesellschaft mit variablem Kapital muss gemäß § 118 KAGB den Zusatz „mit Teilgesellschaftsvermögen“ oder eine allgemein verständliche Abkürzung dieser Bezeichnungen enthalten.

### Aufsichtsbehörden
| Land                               | Deutschland | Österreich                                                   | Schweiz                                                             | Liechtenstein |
| Aufsichtsbehörde                   | Bundesanstalt für Finanzdienstleistungsaufsicht (BaFin)                                                                                                 | Finanzmarktaufsichtsbehörde (FMA)                            | Eidgenössische Finanzmarktaufsicht (FINMA)                          | FMA Finanzmarktaufsicht Liechtenstein (FMA) |
| Gesetzestext                       | Kapitalanlagegesetzbuch (KAGB) – bis 22. Juni 2013: Investmentgesetz (InvG) Gesetz über die integrierte Finanzdienstleistungsaufsicht (Text des FinDAG) | Finanzmarktaufsichtsbehördengesetz (FMABG)                   | Bundesgesetz über die kollektiven Kapitalanlagen (KAG; PDF; 235 kB) | Finanzmarktaufsichtsgesetz (FMAG) Gesetz Gesetz über Investmentunternehmen (IUG) Gesetz Verordnung über Investmentunternehmen (IUV) Verordnung |
| Interessenvertretung               | BVI Bundesverband Investment und Asset Management e. V.                                                                                                 | Vereinigung Österreichischer Investmentgesellschaften (VÖIG) | Swiss Funds & Asset Management Association (SFAMA)                  | Liechtensteinischer Anlagefondsverband (LAFV)                                                                                                  |
| Anzahl Kapitalanlagegesellschaften | 76 | 23                                                           | 44                                                                  | 27 |
| Gesamtanzahl/ -volumen Fonds       | ~1.329 Mrd. € | 2.061 Fonds / 137.463,46 Mio. €                              |                                                                     | 350+ Fonds / 25+ Mrd. CHF |

Ausländische Investmentverbände weltweit sind beim deutschen Fondsverband BVI abrufbar. Eine Auflistung von staatlichen Aufsichtsinstitutionen findet sich unter Liste von Finanzaufsichtsbehörden.

## Staatliche Kontrolle
Die staatliche Kontrolle einer Investmentgesellschaft richtet sich nach dem Land, in dem die Gesellschaft ansässig ist. Denn sie muss die in dem jeweiligen Land gültigen gesetzlichen Bestimmungen erfüllen. Die Auflagen z. B. der Securities and Exchange Commission (SEC) in den USA sind in vieler Hinsicht lockerer im Vergleich zu den Auflagen des KAGB in Deutschland. So war es z. B. bis 2004 in Deutschland unzulässig, Hedgefonds aufzulegen. In den USA war dieser Fondstyp schon viel früher erlaubt. Noch weniger oder überhaupt keine Auflagen hat eine Investmentgesellschaft zu erfüllen, die ihren Sitz in einem sogenannten Offshore-Finanzplatz hat, z. B. auf den Kaimaninseln. Hier unterliegt eine Investmentgesellschaft überhaupt keiner externen Kontrolle, wie sie das Geld ihrer Anleger verwaltet.
In Europa sind Mindestanforderungen an die staatliche Überwachung von Investmentgesellschaften in der Richtlinie 85/611/EWG festgelegt. Allerdings erfasst diese Richtlinie nicht alle Arten von Investmentgesellschaften und Fonds.

## Geschäftstätigkeit
Die Ablauforganisation einer Investmentgesellschaft besteht vor allem aus Fondsmanagement, Risikocontrolling, Vertrieb und Verwaltung. Während das Fondsmanagement Anlageentscheidungen auf der Grundlage der Anlagestrategie trifft und die Anlageallokation vornimmt, befasst sich das – hiervon durch Funktionstrennung getrennt organisierte – Risikocontrolling mit der Messung und Überwachung der Risikopositionen und der Finanzanalyse des mit ihnen verbundenen Verlustpotenzials. Der Vertrieb sorgt mit dem Verkauf der Investmentzertifikate beispielsweise über Kreditinstitute für die Refinanzierung des Investment- oder Sondervermögens. Die Verwaltung sorgt für die Erfüllung der administrativen Aufgaben der Gesellschaft, sie übernimmt jedoch nicht die Vermögensverwaltung des Investment- oder Sondervermögens. Die Investmentgesellschaften dürfen ihr Investment- oder Sondervermögen nicht selbst verwahren und verwalten, sondern müssen einer Verwahrstelle einen Auftrag zur Verwahrung und Verwaltung erteilen (OGAW: § 68 KAGB, alternative Investmentfonds: § 80 KAGB, Immobilien: § 241 KAGB).
Eine Investmentgesellschaft arbeitet oft mit diversen Finanzdienstleistern zusammen. Die Fondsbuchhaltung wird häufig von einer Servicegesellschaft durchgeführt. Eine Verwahrstelle übernimmt die Verwahrung des Fondsvermögens. Zusätzlich überwacht die Verwahrstelle die Geschäftstätigkeit der Investmentgesellschaft. Dazu ist sie in Deutschland verpflichtet (§ 76 KAGB, § 83 KAGB). Die von der Verwahrstelle durchzuführenden Kontrollen beziehen sich unter anderem auf die Rechtmäßigkeit der Geschäfte, den korrekt ermittelten Anteilspreis, das Collateral Management, die Anlagegrenzprüfung und die Marktgerechtigkeit. Die Verwaltung der Anteilkonten der einzelnen Anleger und der Zahlungsverkehr wird meist von verschiedenen Kreditinstituten ausgeführt. Einige Fonds haben einen externen Fondsmanager, der die Investmentgesellschaft bei einzelnen Käufen oder Verkäufen für die Fonds berät. Die Verwaltung des Fondsportfolios kann auch ganz an einen geeigneten Dritten ausgelagert werden. Ein Broker führt den Handel der Wertpapiere an der Börse aus. Der Verkauf der Investmentfonds-Anteile an die Kunden wird meistens von mehreren Vertriebspartnern ausgeführt.

## Fondsgesellschaften in Deutschland
In den 1950er Jahren entstanden mit der Allgemeinen Deutschen Investment-Gesellschaft (ADIG), der Deutschen Investment Trust Gesellschaft für Wertpapieranlagen (dit), der Union Investment, der Deutschen Gesellschaft für Wertpapiersparen (DWS) und der Deutschen Kapitalanlagegesellschaft (Deka) die ersten großen Fondsgesellschaften in Deutschland. ADIG und dit sind mittlerweile in Allianz Global Investors aufgegangen.
| Fondsgesellschaft              | in Milliarden Euro |
| ------------------------------ | ------------------ |
| DWS Group                      | 350,7              |
| Union Investment Gruppe        | 204,8              |
| Deka Gruppe                    | 156,7              |
| Allianz Asset Management Group | 125,3              |
| BlackRock Gruppe               | 68,3               |
| Flossbach von Storch Gruppe    | 50,8               |
| Universal Investment Gruppe    | 48,7               |
| Amundi Gruppe                  | 42,8               |
| Hansainvest                    | 17,4               |
| Franklin Templeton Investments | 16,7               |